# Angie Hiesl
Angie Hiesl (* 1954 in Riedenburg) ist eine deutsche Performance- und Installations-Künstlerin, Choreographin und Regisseurin.

## Leben
Hiesl wuchs in Venezuela, Peru und Bonn auf. Sie studierte unterschiedliche Theater- und Tanztechniken und erlernte das Theaterspiel in Polen und den USA nach den Methoden Strasbergs und Grotowskis. Von 1978 bis 1981 studierte sie an der Sporthochschule Köln Elementaren Tanz und Bewegungstheater. Angie Hiesl lebt seit 1975 in Köln. Eine langjährige Zusammenarbeit verbindet sie mit Roland Kaiser, mit dem sie unter der Firmierung „Angie Hiesl Produktion“ die meisten ihrer Projekte umsetzt.

## Werk

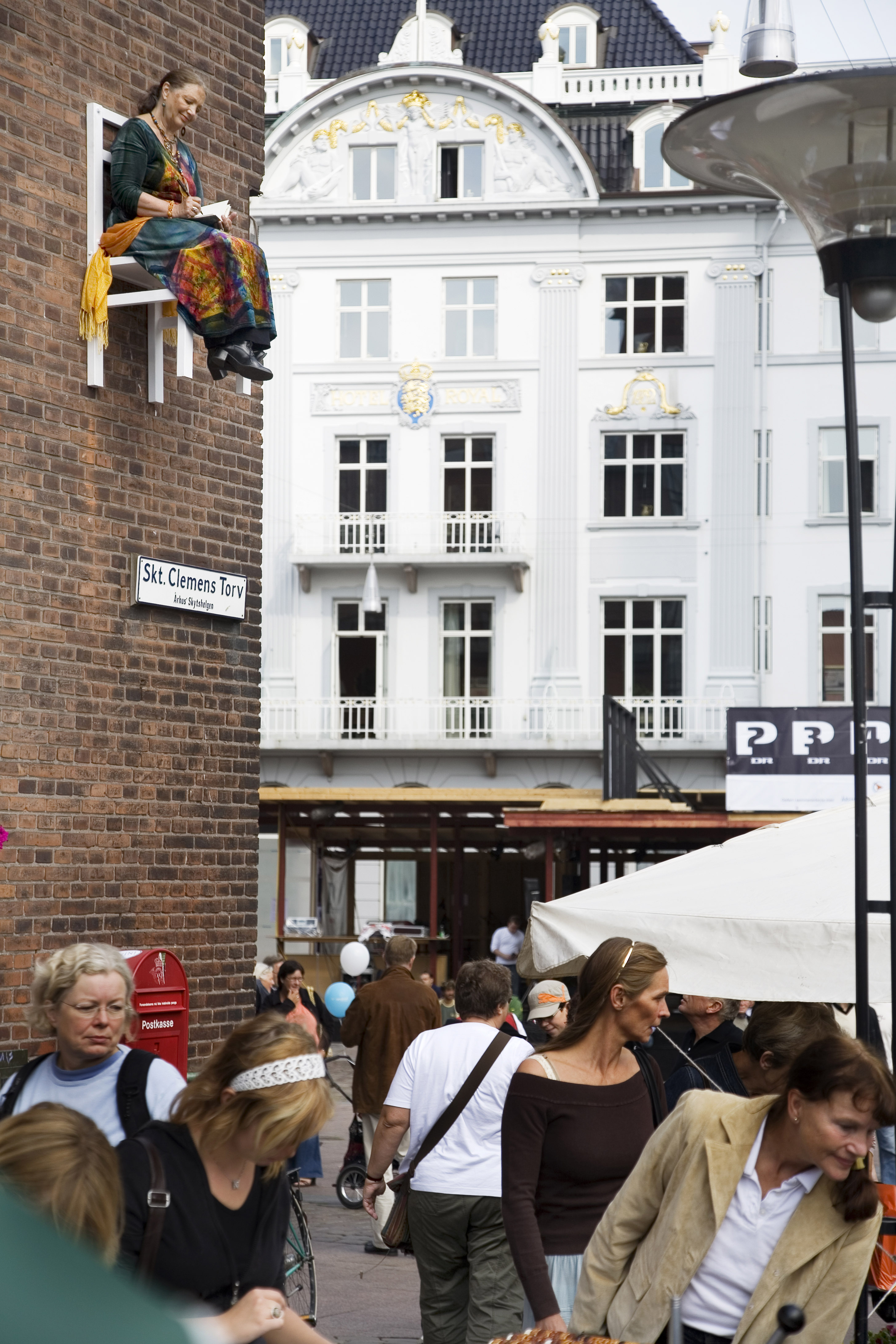
Installation bei der Aarhuser Festwoche

Angie Hiesl arbeitet seit Beginn der 1980er-Jahre als Regisseurin, Choreografin und Performance-Künstlerin. In ihren interdisziplinären Aktionen aus Theater, Performance, Tanz, Installation und Aktionskunst verwandelt sie kunstfreien privaten und öffentlichen Raum in vergängliche Kunstwerke. Dabei verändert sie durch Arbeiten etwa an Hausfassaden, U-Bahn-Stationen oder gekachelten Schwimmbecken gewohnte Alltagswahrnehmungen der Betrachter. Zu ihren bekanntesten Werken gehört die 1995 uraufgeführte Streetart-Performance X-mal Mensch Stuhl, die in 28 Städten in Europa und Südamerika mit über 80 Aufführungen gezeigt wurde. Hierin bringt sie an Hausfassaden in einer Höhe zwischen drei und sieben Metern weiße Stahlstühle an, auf denen Menschen sitzen, die älter als sechzig Jahre sind und alltägliche Handlungen aus ihrem Lebenszusammenhang wie Zeitunglesen oder Wäschefalten ausführen. Für X-Mal Mensch Stuhl erhielt sie 1998 den Internationalen Straßentheaterpreis in Holzminden.
Daneben führt Hiesl auch Theater und Tanzproduktionen auf der Bühne auf, zeigte bildende Kunstwerke in Einzel- und Gruppenausstellungen. Bei mehreren ausländischen Produktionen arbeitete sie mit dem Goethe-Institut zusammen.

## Auszeichnungen
- 1989: Chargesheimer Stipendium der Stadt Köln
- 1991: Carl-Stipendium der Essener Zeche Carl
- 1993: Kinder- und Jugendtheaterpreis der Stadt Köln für die Choreographie Kinderjahre
- 1996: Förderpreis des Sekretariats für gemeinsame Kulturarbeit NRW
- 1998: Preis „Theaterzwang“ des Theaterfestivals FAVORITEN für Chicken Fodder & other fine stories
- 1998: Internationaler Straßentheaterpreis für X-mal Mensch Stuhl, Holzminden
- 2001: Kölner Ehrentheater-Preis der SK-Stiftung Kultur
- 2005: Innovationspreis des VI. Festival Internacional de Teatro y Artes de Valladolid
- 2012: Künstlerinnenpreis des Landes Nordrhein-Westfalen im Bereich der Freien Szene der Darstellenden Künste[1]